# Moon Knight (televisieserie)
Moon Knight is een Amerikaanse superheldenserie geschreven door Jeremy Slater voor de streamingdienst Disney+, gebaseerd op het Marvel Comics-personage Moon Knight (Marc Spector). De serie speelt zich af in het Marvel Cinematic Universe (MCU) en is deel van fase vier uit dit universum. Moon Knight wordt geproduceerd door Marvel Studios. 
Oscar Isaac speelt de rol van het titelpersonage Marc Spector / Moon Knight. De andere rollen worden gespeeld door Ethan Hawke, May Calamawy, Gaspard Ulliel, Karim El-Hakim, Sofia Danu, Ann Akinjirin, David Ganly, Saba Mubarak en F. Murray Abraham. De regisseurs zijn Mohammed Diab, Justin Benson en Aaron Moorhead. De eerste aflevering van Moon Knight werd vrijgegeven op 30 maart 2022.

## Rolverdeling
| Acteur / Actrice                        | Personage                                                         | Notitie | Seizoen     | Seizoen |
| Acteur / Actrice                        | Personage                                                         | Notitie | 1           |         |
| --------------------------------------- | ----------------------------------------------------------------- | --- | ----------- | ------- |
| Oscar Isaac                             | Marc Spector / Moon Knight Steven Grant / Mr. Knight Jake Lockley | Een Joods-Amerikaanse huurling met meerdere persoonlijkheden die bekend staat als de burgerwacht Moon Knight na een vermeende ontmoeting met de Egyptische god Khonshu. | Hoofdrol    |         |
| Ethan Hawke                             | Arthur Harrow                                                     | Een religieuze sekteleider die de godin Ammit eert, die Moon Knight uit de weg wil ruimen.                                                                              | Hoofdrol    |         |
| May Calamawy                            | Layla El-Faouly / Scarlet Scarab                                  | Een archeoloog en avonturier uit het verleden van Spector. | Hoofdrol    |         |
| Karim El-Hakim F. Murray Abraham (stem) | Khonshu                                                           | De Egyptische maangod die Marc Spector heeft als zijn avatar om hem te gebruiken.                                                                                       | Terugkerend |         |
| Ann Akinjirin                           | Bobbi Kennedy                                                     | Een Britse detective die werkt voor de politie, maar daarnaast ook lid is van de sekte van Ammit.                                                                       | Terugkerend |         |
| David Ganly                             | Billy Fitzgerald                                                  | Een Britse detective die werkt voor de politie, maar daarnaast ook lid is van de sekte van Ammit.                                                                       | Terugkerend |         |
| Antonia Salib                           | Taweret                                                           | Een Egyptische godin die een dierlijke nijlpaard verschijning heeft. Volgens de Egyptische mythologie is Taweret de moedergodin en godin van de huishouding.            | Terugkerend |         |
| Khalid Abdalla                          | Selim                                                             | De avatar van de Egyptische god Osaris van de onderwereld, dood en landbouw.                                                                                            | Terugkerend |         |
| Shaun Scott                             | Bertrand Crawley                                                  | Een bejaard levend standbeeld die poseert in Londen, waar Steven Grant tegen aanpraat.                                                                                  | Terugkerend |         |
| Lucy Thackeray                          | Donna Kraft                                                       | Steven Grant's collega en manager in het museum. | Terugkerend |         |
| Alexander Cobb                          | J.B.                                                              | Bewaker van het museum. | Terugkerend |         |
| Díana Bermudez                          | Yatzil                                                            | De avatar van de Egyptische god Hathor van muziek en liefde. | Terugkerend |         |
| Loic Mabanza                            | Bek                                                               | Het hoofd van de beveiliging van Anton Mogart. | Terugkerend |         |
| Gaspard Ulliel                          | Anton Mogart / Midnight Man                                       | Een mysterieuze verzamelaar van oudheden en een oude vriend van Layla.                                                                                                  | Bijrol      |         |
| Sofia Asir Saba Mubarak (stem)          | Ammit                                                             | De gevangen Egyptische godin die samenwerkt met Arthur Harrow om haar te bevrijden.                                                                                     | Bijrol      |         |
| Rey Lucas                               | Elias Spector                                                     | De vader van Marc Spector. | Bijrol      |         |
| Fernanda Andrade                        | Wendy Spector                                                     | De moeder van Marc Spector, die Marc de schuld geeft van de dood van haar jongste zoon Randall Spector.                                                                 | Bijrol      |         |

## Afleveringen
| Nr. | Titel                | Regisseur                      | Schrijver(s)                                               | Releasedatum  |
| --- | -------------------- | ------------------------------ | ---------------------------------------------------------- | ------------- |
| 1   | The Goldfish Problem | Mohammed Diab                  | Jeremy Slater                                              | 30 maart 2022 |
| 2   | Summon the Suit      | Justin Benson & Aaron Moorhead | Jeremy Slater, Michael Kastelein                           | 6 april 2022  |
| 3   | The Friendly Type    | Mohammed Diab                  | Jeremy Slater, Peter Cameron, Sabir Pirzada, Beau DeMayo   | 13 april 2022 |
| 4   | The Tomb             | Justin Benson & Aaron Moorhead | Jeremy Slater, Peter Cameron, Sabir Pirzada, Alex Meenehan | 20 april 2022 |
| 5   | Asylum               | Mohammed Diab                  | Jeremy Slater, Matthew Orton, Rebecca Kirsch               | 27 april 2022 |
| 6   | Gods and Monsters    | Mohammed Diab                  | Jeremy Slater, Peter Cameron, Sabir Pirzada, Danielle Iman | 27 april 2022 |

## Productie
In augustus 2019 kondigde Marvel aan dat een serie over het personage Moon Knight in ontwikkeling is. Productie begon in april 2020 in Hongarije, en werd in oktober van dat jaar afgerond.